# Brandsville
Brandsville és una població dels Estats Units a l'estat de Missouri. Segons el cens del 2000 tenia 174 habitants.

## Demografia
Segons el cens del 2000, Brandsville tenia 174 habitants, 65 habitatges, i 44 famílies. La densitat de població era de 142,9 habitants per km².
Dels 65 habitatges en un 40% hi vivien nens de menys de 18 anys, en un 49,2% hi vivien parelles casades, en un 9,2% dones solteres, i en un 32,3% no eren unitats familiars. En el 27,7% dels habitatges hi vivien persones soles el 12,3% de les quals corresponia a persones de 65 anys o més que vivien soles. El nombre mitjà de persones vivint en cada habitatge era de 2,68 i el nombre mitjà de persones que vivien en cada família era de 3,16.
Per edats la població es repartia de la següent manera: un 33,3% tenia menys de 18 anys, un 7,5% entre 18 i 24, un 30,5% entre 25 i 44, un 20,7% de 45 a 60 i un 8% 65 anys o més.
L'edat mediana era de 31 anys. Per cada 100 dones de 18 o més anys hi havia 107,1 homes.
La renda mediana per habitatge era de 27.188 $ i la renda mediana per família de 30.000 $. Els homes tenien una renda mediana de 23.214 $ mentre que les dones 16.875 $. La renda per capita de la població era de 12.024 $. Entorn del 20,5% de les famílies i el 21,4% de la població estaven per davall del llindar de pobresa.

## Poblacions més properes
El següent diagrama mostra les poblacions més properes.